# Thurleigh
Thurleigh è un paese di 696 abitanti della contea del Bedfordshire, in Inghilterra.